# کوین الیسون (بازیکن فوتبال)
کوین الیسون (انگلیسی: Kevin Ellison؛ زادهٔ ۲۳ فوریهٔ ۱۹۷۹) بازیکن فوتبال اهل بریتانیا است.
از باشگاه‌هایی که در آن بازی کرده‌است می‌توان به باشگاه فوتبال لستر سیتی، باشگاه فوتبال ترانمره راورز، باشگاه فوتبال آلترینچام، باشگاه فوتبال روترهام یونایتد، باشگاه فوتبال هال سیتی، باشگاه فوتبال مورکم، باشگاه فوتبال استوک‌پورت کانتی، باشگاه فوتبال چورلی، باشگاه فوتبال لینکولن سیتی، باشگاه فوتبال ساوتپورت، و باشگاه فوتبال برادفورد سیتی اشاره کرد.